# Alianza Editorial
Alianza Editorial es una editorial española fundada en 1966 por José Ortega Spottorno «con la idea de servir a las aspiraciones intelectuales de la sociedad española de aquel momento y constituye desde entonces, una referencia para varias generaciones de lectores que han conocido a autores como Clarín, Borges, Brecht, Proust, Freud, García Lorca, Camus, Heine, Hesse o Kafka», según afirma en su página web. Desde 1989, Alianza pertenece al Grupo Anaya —que tiene, entre otros sellos, Cátedra, Algaida, Eudema o Siruela—, el cual, a su vez, está integrado en Hachette Livre, del grupo Lagardère.

## Trayectoria
Inició su andadura con la colección El libro de bolsillo, pensada como una biblioteca básica para cualquier persona interesada por la cultura. 
Alianza sostiene que su oferta sujeta a toda clase de lectores, «desde el interesado en la literatura hasta el universitario que busca una monografía altamente especializada». En su catálogo se pueden encontrar obras de Manuel Castells, Julián Marías, Anthony Giddens, Ramón Tamames, Giovanni Sartori, Miguel Artola o Isaiah Berlin, por citar solo algunos autores. 
En el campo de la narrativa actual, Alianza ha abierto la puerta a escritores como Amin Maalouf, Yasmina Khadra, Peter Handke, Ismail Kadare, Anita Desai, Pavel Kohout y György Konrád. Presta atención también a los autores en lengua española a los que da a conocer a través del «Premio Unicaja de Novela Fernando Quiñones».
El libro de bolsillo —que alberga, entre otras subseries, más de cuarenta Bibliotecas de Autor— El libro universitario, Alianza Literaria, Alianza Ensayo, Alianza Música, Alianza Forma, Alianza Diccionarios son algunas de sus colecciones, a las que se agrega Libro Singular, sobre temas de gastronomía, deportes, ocio, salud y vida cotidiana.

## El libro de bolsillo
Sobre todo destaca su colección de El libro de bolsillo, ideada por Javier Pradera, creando la más completa colección en lengua española siendo toda una revolución en la difusión cultural al ofrecer precios bajos con el objetivo de hacer accesibles sus libros, tal y como refleja uno de sus eslóganes publicitarios de la época: El mismo precio que una entrada de cine. Posteriormente, la colección Biblioteca fundamental de nuestro tiempo cogerá el relevo en la reedición de muchos de estos libros también en formato de libro de bolsillo.
| Sección     | N.º | Título                                         | Autor                                |
| ----------- | --- | ---------------------------------------------- | ------------------------------------ |
| Clásicos    | 8   | Poesía                                         | Antonio Machado                      |
| Clásicos    | 13  | El Díos Escorpión. Tres novelas cortas         | William Golding                      |
| Clásicos    | 15  | Mr. Witt en el Cantón                          | Ramón J. Sender                      |
| Clásicos    | 17  | El diablo de la botella y otros cuentos        | R. Louis Stevenson                   |
| Clásicos    | 18  | Poemas y canciones                             | Bertolt Brecht                       |
| Clásicos    | 16  | Antología fugaz                                | Mariano José de Larra                |
| Humanidades | 2   | La Revolución Rusa                             | Edward H. Carr                       |
| Humanidades | 25  | Las ciudades de la Edad Media                  | Henri Pirenne                        |
| Humanidades | 27  | Historia social de la Revolución Francesa      | Normann Hampson                      |
| Humanidades | 30  | Revoluciones y rebeliones de la Europa moderna | J.H. Elliot, Roland Mousnier y otros |
| Humanidades | 53  | Ciudades en marcha                             | Arnold Toynbee                       |
| (Tapa azul) | 19  | Las flores del mal                             | Charles Baudelaire                   |
| (Tapa azul) | 22  | Más allá del bien y del mal                    | Friedrich Nietzsche                  |
| (Tapa azul) | 23  | El hombre                                      | Jean Rostand                         |
| (Tapa azul) | 29  | Sobre la libertad                              | J. Stuart Mill                       |
| (Tapa gris) | 4   | El Universo (I)                                | Isaac Asimov                         |
| (Tapa gris) | 5   | El Universo (II)                               | Isaac Asimov                         |
| (Tapa gris) | 26  | Atrápame ese mono                              | Gerald Durrell                       |
| (Tapa gris) | 28  | Las drogas                                     | Peter Laurie                         |
| (Tapa gris) | 59  | Los manipuladores del cerebro                  | Maya Pines                           |